# Juan de Ávila
San Juan de Ávila (Almodóvar del Campo, Ciudad Real, 6 de enero de 1500- Montilla, 10 de mayo de 1569) fue un sacerdote y escritor ascético español. Se le llama el "Apóstol de Andalucía" por su extenso ministerio en esa región. Por esto último es también considerado popularmente el santo patrón de los andaluces. 
Es, desde 1946, santo patrón del clero secular español. Tras haberlo anunciado en Madrid el 20 de agosto de 2011, Benedicto XVI lo proclamó doctor de la Iglesia el 7 de octubre de 2012, junto con la mística alemana Hildegarda de Bingen, con ocasión de la apertura de la XIII Asamblea General Ordinaria del Sínodo de los obispos dedicado al tema de la nueva evangelización del Concilio Vaticano II. Es el cuarto santo español en alcanzar ese título.

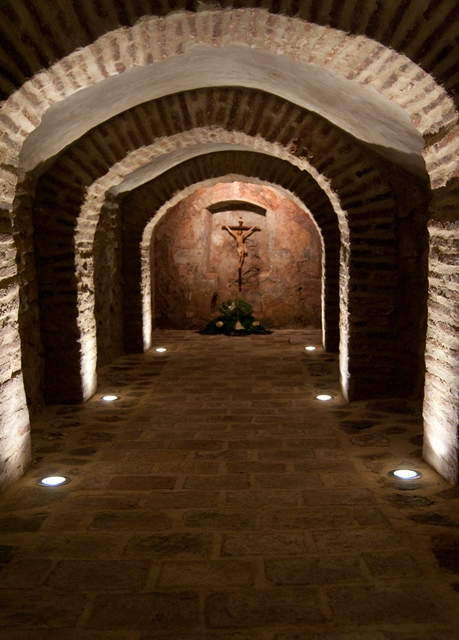
Cueva de la casa natal de san Juan de Ávila en Almodóvar del Campo, donde el santo se retiraba a orar.

En medio de la efervescencia resultante del Renacimiento, Juan de Ávila vivió en contacto con la mayor parte de las grandes figuras religiosas católicas de su tiempo: Ignacio de Loyola, Luis de Granada, Juan de Dios, Juan de Ribera, Teresa de Ávila, Tomás de Villanueva y Pedro de Alcántara. De una influencia notable, sus palabras fueron fuente de inspiración para muchos escritores sacerdotales coetáneos y posteriores: Antonio de Molina, Luis de la Palma, Luis de la Puente, Carlos Borromeo, Bartolomé de los Mártires, Diego de Estella, Pierre de Bérulle, Alonso Rodríguez, Francisco de Sales, Alfonso María de Ligorio, Antonio María Claret, entre otros.

## Biografía

### Primeros años
Sus padres eran Alfonso de Ávila, de ascendencia judía, y Catalina Xixón o Gijón, hidalga y posiblemente emparentada con otro gran ascético nacido en Almodóvar del Campo, Juan Bautista de la Concepción, aunque hubo quien creyó que Juan de Ávila había nacido en Molina de Aragón. El padre poseía unas minas de plata en Sierra Morena, por lo que en sus primeros años se crio sin estrecheces económicas. Empezó a estudiar Derecho en Salamanca (1514), pero lo dejó a los cuatro años, empujado por su devoción, como afirma su biógrafo Muñoz, y según otros, porque se implantó el estatuto de limpieza de sangre como requisito necesario para estudiar en la Universidad (pero esto último es imposible, ya que en la Universidad de Salamanca —y en las de Valladolid y Toledo— se implantó el estatuto de limpieza de sangre por orden del Consejo de la Inquisición de 20 de noviembre de 1522, es decir, cuatro años después de que abandonase la universidad primeramente citada). En consecuencia, se retiró a su Almodóvar natal, donde hizo vida de dura penitencia.
Aconsejado por un franciscano, marchó en 1520 a estudiar Artes y Teología a Alcalá de Henares (1520–1526). Allí fue alumno de Domingo de Soto y trabó amistad con Pedro Guerrero, futuro arzobispo de Granada; también trató a Francisco de Osuna y, tal vez, al mismísimo San Ignacio de Loyola. Durante estos estudios fallecieron sus padres y, al ordenarse sacerdote en 1526, celebró en memoria suya su primera misa en Almodóvar del Campo, vendió todos los bienes que le habían legado y repartió el dinero a los pobres, para después dedicarse enteramente a la evangelización, empezando por su mismo pueblo. Un año más tarde se ofreció como misionero al nuevo obispo de Tlaxcala (Nueva España, actual México), Julián Garcés, que habría de marchar para América en 1527 desde el puerto de Sevilla; con tal propósito se trasladó allí con su compañero de estudios en Alcalá, Fernando de Contreras, quien habló de su proyecto con el arzobispo de Sevilla, Alonso Manrique; este ordenó a Juan de Ávila que abandonara esa idea y evangelizase Andalucía, labor a la que desde entonces se consagró de pleno y por la que será llamado "Apóstol de Andalucía".

### Procesado por la Inquisición
Su enorme ascendente como predicador provocó envidias y algunos clérigos lo denunciaron ante la Inquisición sevillana en 1531. Desde ese año hasta 1533, Juan de Ávila estuvo encarcelado en el Castillo de San Jorge, en Triana (Sevilla), y fue procesado por la Inquisición. Aprovechó ese tiempo para orar y redactar la primera versión del Audi filia. Frente a cinco testigos acusadores, hubo cincuenta y cinco que declararon a su favor. En el fondo se le acusaba de Erasmismo, del cual se había impregnado en Alcalá, y al cabo se le absolvió con la salvedad de "haber proferido en sus sermones y fuera de ellos algunas proposiciones que no parecieron biensonantes", mandándosele, bajo pena de excomunión, que las declarara convenientemente en los mismos lugares donde las predicó (Écija y Alcalá de Guadaíra).

### Obra ascética
Escribió un célebre comentario al salmo XLIV Audi filia, et vide para una señora convertida por él en Écija, Sancha Carrillo, hija de los señores de Guadalcázar, que fue publicado en Alcalá clandestinamente en 1556 y más tarde ampliado y con autorización en Madrid, en 1557. Esta obra puede considerarse un verdadero compendio de ascética, y el rey Felipe II la tuvo en tanta estima que pidió que no faltara nunca en El Escorial; asimismo, el Cardenal Astorga, arzobispo de Toledo, dijo de esta obra que con ella "había convertido más almas que letras tiene". Este opúsculo marcó positivamente la ulterior literatura ascética, de manera que no hay en todo el siglo XVI autor de vida espiritual tan consultado como Juan de Ávila: revisó la obra Vida de santa Teresa, se relacionó frecuentemente con San Ignacio de Loyola y sus representantes, que querían hacerle jesuita, con San Francisco de Borja, San Pedro de Alcántara, San Juan de Ribera, fray Luis de Granada y otros.

### Evangelización de Andalucía y muerte
En 1535 marchó a Córdoba, llamado por el obispo Álvarez de Toledo y conoció allí a fray Luis de Granada. Organizó predicaciones por los pueblos andaluces, sobre todo por las Sierras de Córdoba y consiguió muy sonadas conversiones de personas de alto rango. Ciertamente dominaba la oratoria, y de su estilo retórico nos ha dejado testimonio Francisco Terrones del Caño, quien lo escuchó predicar en Granada siendo colegial y, siendo ya obispo de Tuy, lo describió en su Instrucción de Predicadores; en primer lugar, el predicador debía presentarse motivado ("templado"), con ganas de ganar almas para Cristo; luego
...No revolvía muchos libros para cada sermón, ni decía muchos conceptos ni ejemplos y otras galas; y con una razón que decían y un grito que daban abrasaban las entrañas de los oyentes.
Trabó amistad con el nuevo obispo de Córdoba, Cristóbal de Rojas, al que dirigirá las Advertencias al Concilio de Toledo redactadas por su mano. Intervino también en la conversión del Duque de Gandía, futuro San Francisco de Borja, y del soldado y entonces librero ambulante portugués João Cidade Duarte, que llegaría a ser San Juan de Dios. No sólo evangelizó por toda la Andalucía actual, sino que también anduvo por el sur de La Mancha y Extremadura. Fundó numerosos seminarios y colegios y animó a la creación de la Compañía de Jesús. Organizó la Universidad de Baeza. Enfermó en 1554, pero aún siguió en activo quince años, hasta que empeoró visiblemente en 1569 y murió el mismo año en Montilla, siendo enterrado en la Iglesia de la Encarnación de dicha localidad.

## Santidad

### Canonización
En 1588, Fray Luis de Granada recogió algunos escritos enviados por los discípulos y con ellos y sus propios recuerdos redactó la primera biografía del sacerdote manchego, Vida del Padre Maestro Juan de Ávila y partes que ha de tener un predicador del evangelio, del que hay edición moderna (Edibesa, 2000). En 1623, la Congregación de san Pedro Apóstol de sacerdotes naturales de Madrid inició la causa de beatificación. En 1635, el licenciado Luis Muñoz escribió la segunda biografía de Juan de Ávila basándose en la de Luis de Granada, en los documentos del proceso de beatificación y en otros que se han perdido, ocultando sus orígenes conversos: Vida y virtudes del venerable varón el P. Maestro Juan de Ávila, predicador apostólico; con algunos elogios de las virtudes y vidas de algunos de sus más principales discípulos, Madrid: Imp. Real, 1635. Juan de Ávila fue beatificado el 15 de abril de 1894, por el papa León XIII. La ceremonia de beatificación tuvo lugar durante la Peregrinación Nacional Obrera a Roma. El 2 de julio de 1946 Pío XII lo declaró Patrono del clero secular español y Pablo VI lo canonizó en 1970.

### Doctor de la Iglesia
El 20 de agosto de 2011, al finalizar la misa celebrada con motivo del encuentro con los seminaristas en la Catedral de la Almudena de Madrid, en el marco de la Jornada Mundial de la Juventud, el papa Benedicto XVI anunció la futura declaración de Juan de Ávila como Doctor de la Iglesia a petición de la Conferencia Episcopal Española. La fecha prevista para tal declaración fue anunciada el 27 de mayo de 2012. La declaración como Doctor de la Iglesia tuvo lugar el 7 de octubre de 2012.

## Obras

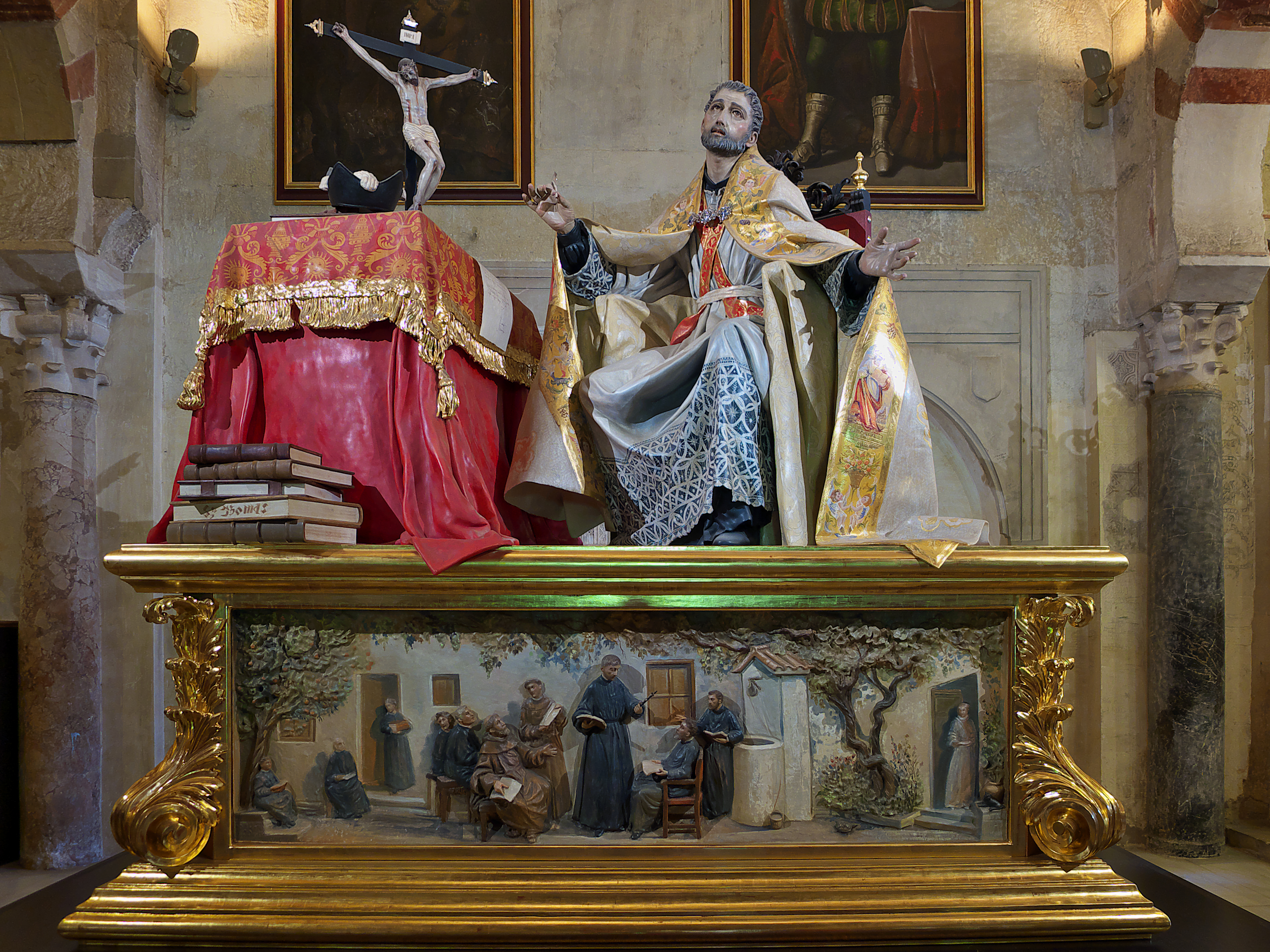
Capilla de San Juan de Ávila, Mezquita-catedral de Córdoba.

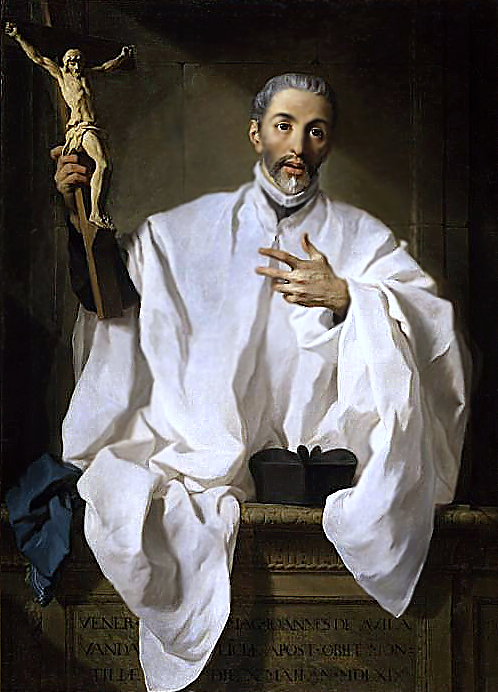
San Juan de Ávila (1746), del pintor francés Pierre Subleyras.

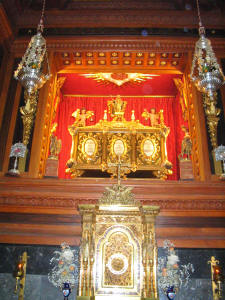
Tumba del Santo en la Basílica de la Encarnación de Montilla.

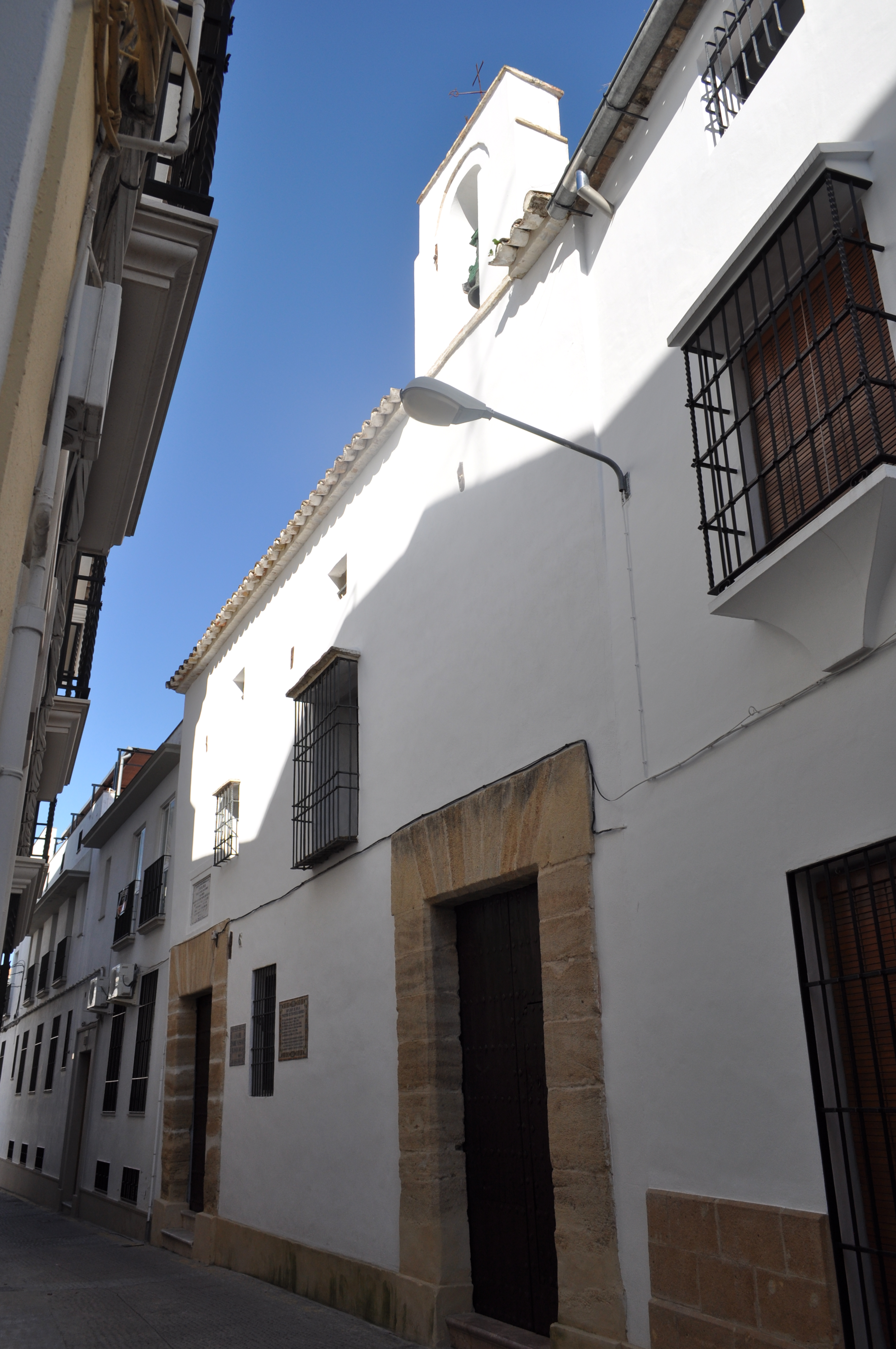
Casa-oratorio de San Juan de Ávila en Montilla, donde vivió los últimos años de su vida.

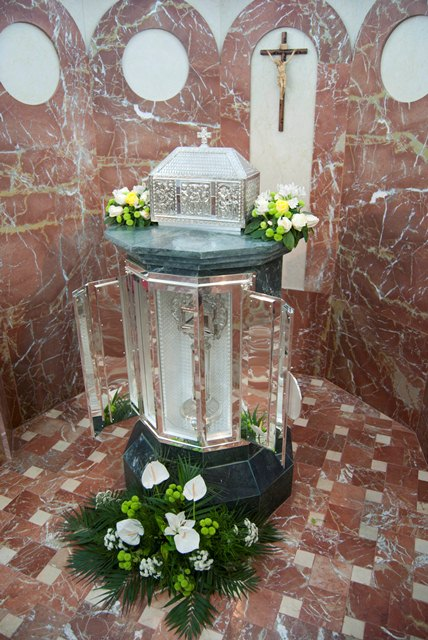
Relicario con restos del santo en el oratorio construido en su casa natal de Almodóvar del Campo con ocasión del nombramiento de san Juan de Ávila como Doctor de la Iglesia. Inaugurado el 5 de enero de 2012, está situado anexo a la Cueva de las penitencias.

Ante todo se le tuvo como un excelente predicador y escritor ascético. Además del ya citado comentario al salmo Audi filia (Alcalá, 1556), escribió Epistolario espiritual para todos los estados (Madrid, 1578), colección de cartas ascéticas dirigidas a todo tipo de personas humildes y elevadas, religiosas y profanas, pero también a San Ignacio de Loyola, San Juan de Dios, y sobre todo monjas y devotas como la ya citada Sancha Carrillo; en él se anuncia ya el estilo incomparable de Fray Luis de Granada.
También compuso un libro acerca del Santísimo Sacramento y otro Del conocimiento de sí mismo, y un Contemptus mundo nuevamente romançado (Sevilla, Juan de Cromberger, 1536). Se han perdido casi totalmente sus muy famosos Sermones, pues seguramente su modesto autor no cuidó de guardarlos ni escribirlos. Se le suele llamar "reformador", si bien sus escritos de reforma se ciñeron a los Memoriales para el Concilio de Trento escritos para el arzobispo de Granada Pedro Guerrero, ya que Juan de Ávila no pudo acompañarle debido a su enfermedad, y a las Advertencias al Concilio de Toledo escritas para el obispo de Córdoba Cristóbal de Rojas, que habrían de presidir el Concilio de Toledo (1565) para aplicar los decretos tridentinos. La doctrina de san Juan de Ávila acerca del sacerdocio quedó esquematizada en un Tratado sobre el sacerdocio, del que se conoce solamente una parte.
Otras obras suyas son el Comentario a la Carta a los Gálatas (Córdoba, 1537), Doctrina cristiana (Mesina, 1555 y Valencia, 1554), Memorial a Trento (1551 y 1561) y Dos pláticas a sacerdotes (Córdoba, 1595).
Dejó su librería en su testamento al colegio jesuita de Montilla, y por ello se conocen algunas de sus fuentes. Curiosamente, muy pocas son castellanas: Stanisław Hozjusz (Stanislaus Hosius), Jacques Masson (Jacobus Latomus), Albert Pigge (Albertus Phigius), Willem Damaszoon van der Lindt (Guilielmus Damasus Lindanus), Friedrich Staphylus (Fridericus Staphylus), Thomas Netter (Thomas Valdensis), el franciscano andaluz Antonio de Córdoba (1485-1578), Luis de Carvajal, Stephen Gardiner (Stephanus Winton), John Fisher, Georg Witzel (Georgius Vuicelius), Johann Faber de Heilbronn, Antoine de Mouchy, Johannes Cochläus (Johannes Cochlaeus), Jan Coster (Ioannes Costerius), Beda el Venerable, San Cirilo, Próspero de Aquitania, Primasio, Gregorio de Rímini, Augustino Steuco de Gubbio (Augustinus Steuchus Eugubinus) y Pietro Colonna Galatino (Petrus Galatinus). Sin embargo algunos de los libros de estos autores debieron ser regalos que le hicieron.

## Autoría delSoneto a Cristo Crucificado

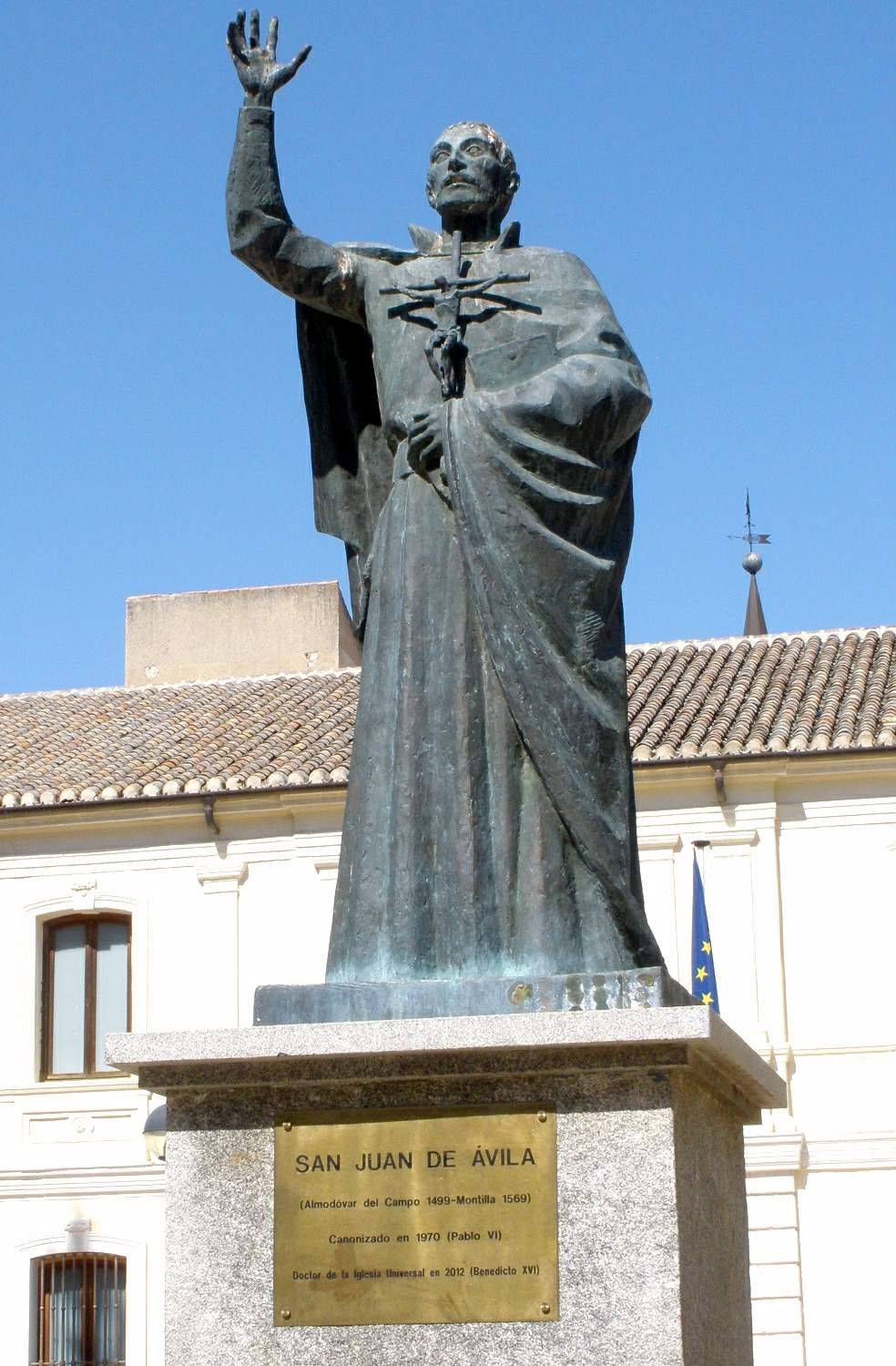
Monumento a San Juan de Ávila en Ciudad Real.

Se le atribuye el soneto anónimo "No me mueve, mi Dios, para quererte..." que es una de las joyas de la mística castellana. Si bien apareció impreso por primera vez en la obra del doctor madrileño Antonio de Rojas Libro intitulado vida del espíritu (Madrid, 1628), circulaba desde mucho tiempo antes en versión manuscrita. El argumento más sólido se constituye en que el precedente de la idea central del soneto (amor de Dios por Dios mismo) se halla en bastantes textos del Santo:
- "El que dice que te ama y guarda los diez mandamientos de tu ley solamente o más principalmente porque le des la gloria, téngase por despedido della." En sus Meditaciones devotísimas del amor de Dios.

- "Aunque no hubiese infierno que amenazase, ni paraíso que convidase, ni mandamiento que constriñese, obraría el justo por sólo el amor de Dios lo que obra." Glosa del "Audi filia", cap. L.

## Estilo
El estilo oratorio y literario de Juan de Ávila es el del Renacimiento: un lenguaje claro, concreto y cercano, el recomendado por el conquense Juan de Valdés: escribir como se habla, pero sin afectación y escogiendo las palabras más exactas. Tan manchego como Sancho Panza, usaba palabras y giros vivos, populares y, al igual que Valdés, también recomendaba la lengua de los refranes y echaba mano a ellos con asiduidad: "No se dejan tomar esas truchas sin que se moje el pescador." "Quien el padre tiene alcalde, seguro (confiado) va a juicio." "Quien quiere a Beltrán, bien quiere a su can." "Cabra coja no tiene siesta." Es verdad que su vocabulario se resiente de la tosquedad del castellano de su tiempo, pero alcanza en ocasiones una belleza excepcional, como en la página de su Tratado del amor de Dios en que compara con verdadera emoción poética la Crucifixión a una ballesta:
¿Que le falta a esa tu cruz para ser espiritual ballesta? La ballesta se hace de madera y una cuerda estirada, y una nuez al medio de ella, donde sube la cuerda para disparar la saeta con furia y hacer mayor la herida. Esta santa cruz es el madero; y el cuerpo tan extendido y brazos tan estirados son la cuerda; y la abertura de ese costado, la nuez donde se pone la saeta de amor para que de allí salga a herir el corazón desarmado. ¡Tirado ha la ballesta y herido me ha el corazón! Ahora sepa todo el mundo que tengo el corazón herido.

## Discípulos
- Juan de Villarás, Bernardino de Carleval, Pedro de Ojeda; Hernán Núñez;
- Alonso de Molina, Alonso Fernández, Pedro Rodríguez, Bernardo Alonso, el licenciado Núñez, Marcos López, Juan Sánchez, Pedro Fernández de Herrera;
- Luis de Noguera, Hernando de Vargas, Juan Díaz; Esteban de Centenares;
- Mateo de la Fuente;
- Diego Vidal;
- Luis de Granada;
- Los jesuitas Diego de Guzmán, Gaspar Loarte, Antonio de Córdoba, Francisco Gómez, Juan Ramírez;
- El doctor Diego Pérez de Valdivia, al que se dedican tres capítulos;
- Hernando de Contreras.[13]